# Arthur Jeffrey Dempster
Arthur Jeffrey Dempster (Toronto, 14 agosto 1886 – Stuart, 11 marzo 1950) è stato un fisico statunitense di origine canadese.
Egli è conosciuto maggiormente perché ideò e costruì il primo spettrometro di massa basato sulla deviazione magnetica, uno strumento basato sulla deviazione che un fascio di ioni sottoposto ad un campo magnetico subisce secondo la propria massa.
Gli studi di Dempster si concentrarono sulla sua ideazione, con il quale scoprì nel 1935 l'uranio 235, un isotopo importante per lo sviluppo della fissione nucleare applicata in campo militare e civile.